# Coelioxys artemis
Coelioxys artemis är en stekelart som beskrevs av Schwarz 200. Coelioxys artemis ingår i släktet Kägelbin, och familjen buksamlarbin. Inga underarter finns listade i Catalogue of Life.